# كأس الأبطال الفرنسي 2002
كأس الأبطال الفرنسي 2002 (بالفرنسية: 2002 Trophée des Champions)‏ مباراة جمعت بين ليون و‌لوريان في 27 يوليو 2002 على ملعب بيير دي كوبرتان في مدينة كان، وفاز بها ليون بنتيجة 5–1.

## وصلات خارجية
- باللغة الفرنسية